# Santa Isabel, Nuevo León
Santa Isabel är en ort i Mexiko.   Den ligger i kommunen Villaldama och delstaten Nuevo León, i den centrala delen av landet, 800 km norr om huvudstaden Mexico City. Santa Isabel ligger 404 meter över havet och antalet invånare är 178.
Terrängen runt Santa Isabel är platt åt sydväst, men åt nordost är den kuperad. Santa Isabel ligger nere i en dal. Runt Santa Isabel är det mycket glesbefolkat, med 3 invånare per kvadratkilometer. Närmaste större samhälle är Sabinas Hidalgo, 19,3 km öster om Santa Isabel. Trakten runt Santa Isabel består till största delen av jordbruksmark.